# Serris
Serris ist eine französische Gemeinde mit 9988 Einwohnern (Stand 1. Januar 2022) im Département Seine-et-Marne in der Region Île-de-France östlich von Paris. Serris gehört zum Arrondissement Torcy und zum Kanton Serris. Die Einwohner heißen Serrissiens. Serris gehört zur Ville nouvelle Marne-la-Vallée.

## Geografie
Serris liegt etwa 37 Kilometer östlich von Paris.
Umgeben wird Serris von Chessy und Coupvray im Norden, Magny-le-Hongre im Nordosten, Bailly-Romainvilliers im Osten, Villeneuve-Saint-Denis im Süden, Jossigny im Westen und Montévrain im Nordwesten.
Durch die Gemeinde führt die Autoroute A4 von Paris in den Osten Frankreichs.

## Bevölkerungsentwicklung
| 1962                       | 1968 | 1975 | 1982 | 1990 | 1999 | 2006 | 2011 | 2014 |
| -------------------------- | ---- | ---- | ---- | ---- | ---- | ---- | ---- | ---- |
| 207                        | 232  | 304  | 422  | 898  | 2320 | 6061 | 7866 | 8603 |
| Quellen: Cassini und INSEE |      |      |      |      |      |      |      |      |

In den nächsten Jahren wird die Einwohnerzahl von Serris weiterhin stark ansteigen, da die Gemeinde Teil des Neubaugebietes Val d’Europe im 4. Sektor der Ville nouvelle Marne-la-Vallée ist.

## Sehenswürdigkeiten

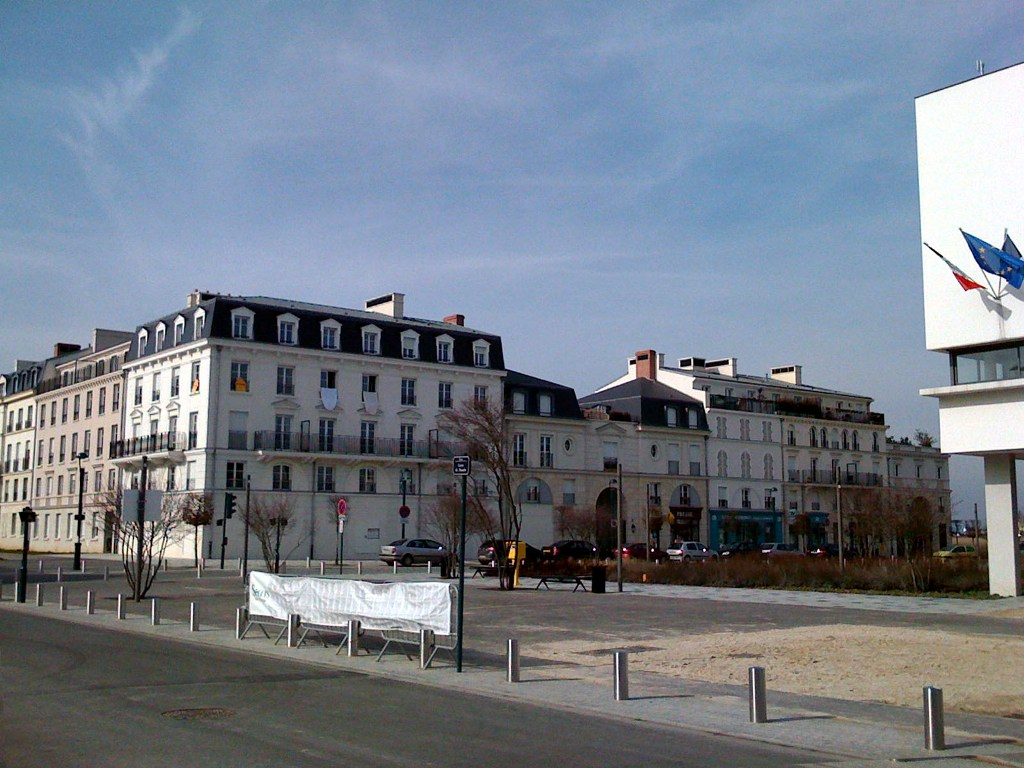
Platz vor dem Rathaus von Serris

Siehe auch: Liste der Monuments historiques in Serris
- Ein kleiner Teil von Disneyland Paris liegt im nördlichen Teil des Gemeindegebiets
- Ruinen aus der Merowingerzeit